# Rząd Kálmána Tiszy

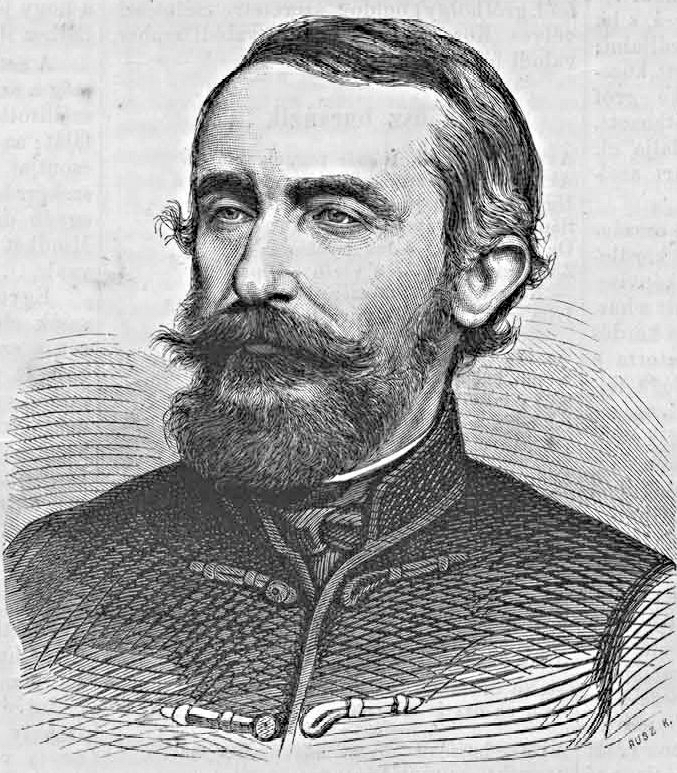
Kálmán Tisza

Rząd Kálmána Tiszy – rząd Królestwa Węgier, działający od 20 października 1875 do 15 marca 1890, pod przewodnictwem premiera Kálmána Tiszy.